# Vinces

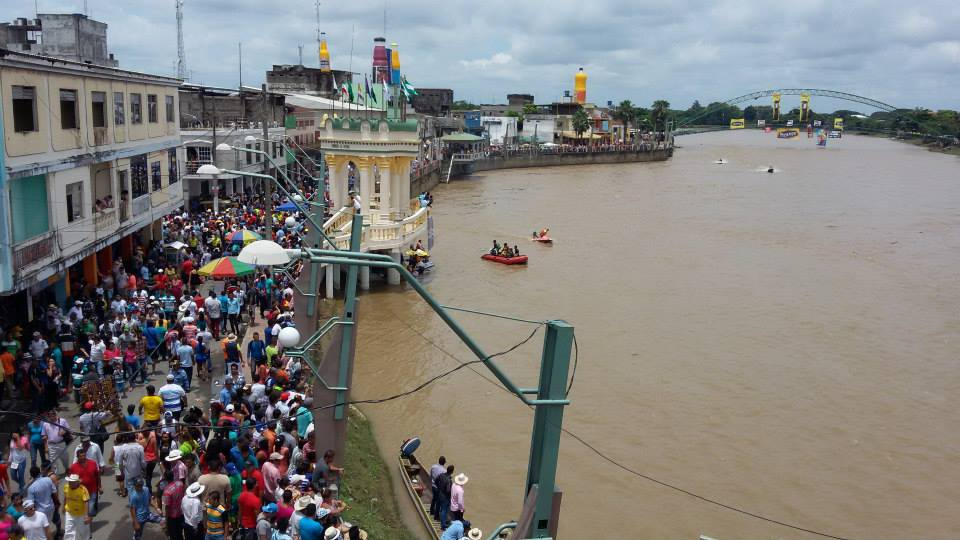
Uferpromenade am Río Vinces

Vinces ist eine Stadt und die einzige Parroquia urbana im Kanton Vinces der ecuadorianischen Provinz Los Ríos. Die Parroquia besitzt eine Fläche von 554,2 km². Beim Zensus 2010 betrug die Einwohnerzahl der Parroquia 55.443. Davon lebten 30.248 Einwohner im urbanen Bereich von Vinces.

## Lage
Die Parroquia Vinces liegt in der Tiefebene westlich der Anden. Der Río Vinces durchquert das Areal in südlicher Richtung. Entlang der westlichen Verwaltungsgrenze fließt der Río Macul nach Süden. Die 17 m hoch gelegene Stadt Vinces befindet sich 37 km nordwestlich der Provinzhauptstadt Babahoyo am Ostufer des Río Vinces. Die Fernstraße E484 (San Juan–Palestina) führt in westlicher Richtung durch das Gebiet und passiert dabei Vinces.
Die Parroquia Vinces grenzt im Norden an den Kanton Palenque, im Nordosten an den Kanton Mocache, im Osten an die Parroquias Zapotal, Puerto Pechiche und Guare, im Süden an die Parroquia Antonio Sotomayor sowie im Westen an die Provinz Guayas mit dem Kanton Palestina, der Parroquia Colimes (Kanton Colimes) sowie  
dem Kanton Balzar.

## Demografie
Die Stadtbevölkerung bestand 2010 zu 54,7 % aus Mestizen, zu 7,2 % aus Weißen, zu 0,3 % aus Indigenen, zu 9,5 % aus Afroecuadorianern, zu 28,0 % aus Montubio und zu 0,4 % aus sonstigen Ethnien. Die Alphabetisierungsrate lag bei 93,8 % der Bevölkerung.
| Zensusjahr | Einwohnerzahl |
| ---------- | ------------- |
| 1981       | 14.608        |
| 1990       | 17.512        |
| 2001       | 24.128        |
| 2010       | 30.248        |

## Orte und Siedlungen
In der Parroquia gibt es neben dem Hauptort folgende Recintos:
- Abras de Zapallo
- Aguacatal de Abajo
- Aguas Frías
- Anchobeta
- Bajo Chico
- Atascoso
- Bajo Grande
- Boqueron
- Banepo
- Buena Vista
- Carrizal
- Caimito
- Casa Quemada
- Cascabel
- Casa de Teja
- El Abanico
- El Jobo
- El Porvenir
- El Recuerdo
- El Rosario
- El Recreo
- El Socorro
- El Tigre
- Estero de en Medio
- Estero Grande
- Estero Pequeño
- Estero Lagarto
- Higuerón
- Jobo Corcobado
- La Amalia
- La Angélica
- La Campiña
- La Dolores
- La Cuba
- La Fátima
- La Felicidad
- La Mecha
- La Piedad
- La Raíz
- La Reforma
- La Colembas
- Las Macias
- Las Mercedes
- Las Piedras
- Laurel 1
- Laurel 2
- Lechugal
- Lechugal 1
- Malembo
- Maximo Guisasola
- Monte de Agua
- Palmar
- Patria Nueva
- Paujil
- Pechiche
- Pechiche Quemado
- Pijio
- Potrerito
- Puerto de Oro
- Pureto Nuevo
- Punta del Ese
- Rancho Grande
- Rincón de Juana
- San Antonio
- San Francisco de Chojampe (La Lidia)
- San Gabriel
- San Gregorio
- San Javier
- San Juan de Abajo
- San Manuel
- San Miguel
- San Nicolás
- San Ramón
- Santa Lucia
- Santa Marianita
- Santa Martha
- Santo Tomas
- Suya
- Templanza
- Terrenal
- Tres Jaboncillos

## Geschichte
1824 wurde die Provinz Guayaquil (die heutige Provinz Guayas) gegründet, zu welcher Vinces anfänglich gehörte. Der Kanton Vinces wurde am 14. Juni 1845 eingerichtet. Damit wurde Vinces als Parroquia urbana Sitz der Kantonsverwaltung.